# Volucella lutzi
Volucella lutzi is een vliegensoort uit de familie van de zweefvliegen (Syrphidae). De wetenschappelijke naam van de soort is voor het eerst geldig gepubliceerd in 1930 door Charles Howard Curran.